# Engenharia acústica

O ultrassom tem diversas aplicações na área da saúde.

A engenharia acústica é o ramo da engenharia que estuda todos os assuntos relacionados ao som, seu comportamento, geração, propaganda e controle, aplicados às mais diversas áreas, possuindo atribuições comuns com engenheiros eletricistas, mecânicos, civis, e atribuições específicas em relação às demais engenharias.
As áreas de atuação do engenheiro acústico compreendem uma vasta gama de campos específicos, como acústica musical, acústica arquitetônica, psicoacústica, eletroacústica, acústica submarina, processamento de sinais, entre outros.
Um objetivo da engenharia acústica pode ser a redução do ruído indesejado, que é chamado de controle de ruído. Ruídos indesejados podem ter impactos significativos na saúde e bem-estar animal e humano, reduzir a realização dos alunos nas escolas e causar perda auditiva.